# Bernard de Valence
Bernard de Valence, mort en 1135, était un clerc provençal qui devint évêque d'Artah en 1099 pendant la première croisade avant de devenir le premier patriarche latin d'Antioche en 1100 jusqu'à sa mort.

## Biographie
Bernard était originaire de Valence en Provence. Il participa à la première croisade comme aumônier de campagne dans la suite du légat pontifical Adhémar de Monteil. Après la mort d'Adhémar en 1098, suite au siège réussi d'Antioche, il rejoint la suite du prince normand d'Italie du sud, Bohémond de Tarente, qui établit une principauté indépendante centrée sur Antioche. Bohémond rompit ainsi le serment de fidélité qu'il avait prêté à l'empereur byzantin Alexis Ier Comnène, selon lequel toutes les conquêtes des croisés devaient être placées sous sa souveraineté. Alors que l'armée principale de la croisade se dirigeait vers Jérusalem en janvier 1099, il resta avec Bohémond à Antioche. En 1099, Bohémond le nomma évêque dans la ville nouvellement conquise d'Artah (aujourd'hui Reyhanlı, province de Hatay en Turquie). Lorsque Bohémond fit un pèlerinage à Jérusalem, déjà conquise par les croisés, vers la fin de 1099, pour accomplir ses vœux de croisade, Bernard l'accompagna pour recevoir l'ordination épiscopale à Jérusalem.
Le chef de l'Église chrétienne dans la région d'Antioche, le patriarche orthodoxe d'Antioche, Jean l'Oxite, fut laissé en fonction par les croisés après la conquête d'Antioche. Cette attitude changea lorsque l'empereur byzantin attaqua la principauté d'Antioche à l'été 1100 pour affirmer sa souveraineté et reconquit de grandes parties de la Cilicie. Parce que le patriarche sympathisait ouvertement avec Byzance et encourageait dans ses sermons les habitants gréco-byzantins de la ville à espérer la libération par l'empereur, Bohémond le fit expulser de la ville, après quoi Jean s'enfuit en exil à Constantinople. En 1100, il nomma Bernard comme nouveau patriarche d'Antioche,.
Durant son épiscopat, Bernard participa activement à la lutte contre les musulmans, prenant part à la bataille de Harran en 1104 avec son propre contingent. En 1119, il faisait également partie de l'armée de Roger de Salerne, mais resta à Artah tandis que l'armée de Roger était presque entièrement anéantie lors de la dévastatrice bataille du Champ du Sang. Bernard organisa alors la défense d'Antioche, désormais sans protection, jusqu'à l'arrivée des secours de Baudouin II de Jérusalem et Pons de Tripoli.
À la mort de Bernard en 1135, le clerc normand Raoul de Domfront fut élu son successeur en tant que patriarche d'Antioche.